# Insula Golu
Insula Golu (numită și Insula Banului sau Ostrovul Banului) este situată pe Dunăre, la cca. 1,5 km aval de barajul Porțile de Fier I. Cu lungimea de cca. 1,25 km, o lățime maximă de 250 de metri și o suprafață de aproximativ 4 ha, insula are un sol nisipos-pietros, cu pâlcuri de pădure unde predomină specia arboricolă de răchită albă, Salix alba.
Ca încadrare teritorial-administrativă aparține municipiului Drobeta-Turnu Severin din județul Mehedinți, Oltenia, România, și se află în apropierea localității Gura Văii.

## Vezi și
- Listă de insule în România

## Legături externe
- Poziția pe hartă - wikimapia.org
- Insula Banului (Golu) - Ruinele castrului roman construit de Justinian - placeandsee.com, accesat pe 12 octombrie 2016